# Canton de Montdidier
Le canton de Montdidier est un ancien canton français situé dans le département de la Somme et la région Picardie.

## Géographie
Ce canton était organisé autour de Montdidier dans l'arrondissement de Montdidier. Son altitude variait de 40 m (Hargicourt) à 155 m (Villers-Tournelle) pour une altitude moyenne de 121 m.
Le canton de Montdidier est située dans le pays de Santerre.
Ce canton est traversé par l'Avre picarde.

## Administration

### Conseillers généraux de 1833 à 2015
| Période | Période      | Identité                               | Étiquette    | Qualité |
| ------- | ------------ | -------------------------------------- | ------------ | --- |
| 1833    | 1836         | Antoine Mareux                         |              | Propriétaire, cultivateur, maire de Piennes |
| 1836    | 1848         | Camille Chandon                        |              | Propriétaire, maire de Montdidier (1831-1848) |
| 1848    | 1852         | Jean Labordère                         | Droite       | Avoué à Montdidier puis avocat à la Cour de Cassation Député (1848-1851) |
| 1852    | 1870         | Etienne Cardenier-Poitevin             |              | Propriétaire, adjoint au Maire de Montdidier |
| 1871    | 1893 (décès) | Gustave-Louis Jametel                  | Républicain  | Avocat à la Cour d'appel de Paris Maire de Marestmontiers (1865-1893) Président du Conseil Général (1890-1892) Député (1876-1889) - Sénateur (1890-1893)                     |
| 1893    | 1913         | Clovis Bourdon                         | Rad.         | Fabricant de bonneterie Maire de Davenescourt, conseiller d'arrondissement                                                                                                   |
| 1913    | 1914 (décès) | Camille Pillon                         | Rad.         | Agriculteur Maire de Fignières (1900-1914) |
| 1914    | 1919         | Adolphe Havart                         | Rad.         | Propriétaire, rentier, négociant Maire de Montdidier |
| 1919    | 1931         | Joseph de Villeneuve-Bargemont         | RG           | Propriétaire, agriculteur Maire de Davenescourt (1896-1945) |
| 1931    | 1940         | Louis Lematte                          | Rad.         | Entrepreneur de travaux publics Maire de Montdidier (1925-1944) |
|         |              |                                        |              | |
| 1945    | 1949         | Georges Marcel                         | SFIO         | Médecin Maire de Montdidier (1945-1947 et 1953-1965) |
| 1949    | 1967         | Jean Doublet (fils de Charles Doublet) | CNI          | Agent général d'assurances à Montdidier Député (1958-1962) |
| 1967    | 1979         | Jean-Louis Massoubre                   | UDR puis RPR | Agriculteur Député (1967-1981) Maire d'Arvillers |
| 1979    | 1998         | Gérard Flamand                         | RPR puis DVD | Assistant parlementaire Maire de Pierrepont-sur-Avre (1971-1995) Conseiller régional, Député suppléant de Jean-Louis Massoubre (1978-1981)                                   |
| 1998    | 2015         | Catherine Le Tyrant Quignon            | PS           | Infirmière Conseillère régionale des Hauts-de-France (depuis 2021) Maire de Montdidier de 2001 à 2014 Vice-Présidente du Conseil Général Elue en 2015 dans le Canton de Roye |

### Conseillers d'arrondissement (de 1833 à 1940)
Le canton de Montdidier avait deux conseillers d'arrondissement.
| Période                                  | Période          | Identité                                                                | Étiquette                | Qualité |
| ---------------------------------------- | ---------------- | ----------------------------------------------------------------------- | ------------------------ | --- |
| 1833                                     | 1846 (décès)     | Pierre Boullenger (1779-1846)                                           |                          | Cultivateur, adjoint au maire de Piennes                                                                    |
| 1833                                     | 1839 (décès)     | Pierre de Luxembourg Élisabeth Luglien Cousin de Beaumesnil (1761-1839) |                          | Président du Tribunal civil de Montdidier, ancien conseiller général                                        |
| 1839                                     | 1848             | Louis Joseph Hanquez (1798-1886)                                        |                          | Président du Tribunal civil de Montdidier                                                                   |
|                                          |                  |                                                                         |                          | |
|                                          | 1882 (décès)     | Pierre Antoine Frézon-Dumont (1819-1882)                                |                          | Menuisier à Montdidier                                                                                      |
|                                          |                  |                                                                         |                          | |
|                                          | 1893             | Clovis Bourdon                                                          | Rad.                     | Fabricant de bonneterie, maire de Davenescourt                                                              |
|                                          |                  |                                                                         |                          | |
| 1913                                     | 1930 (décès)     | Léon Choisy                                                             | Radical                  | Propriétaire agriculteur, maire de Rollot, Président du Conseil d'arrondissement                            |
| 1914                                     | 1927 (démission) | Théodule Richard                                                        | Radical                  | Propriétaire agriculteur, maire d'Andechy (1919-1925)                                                       |
| 1930                                     | 1934             | Gaëtan Sinoquet (1887-1972)                                             | SFIO puis Néo-socialiste | Cultivateur, employé au génie rural, maire de Malpart (1929-1953)                                           |
| 1927                                     | 1931             | Louis Lematte (1890-1954)                                               | Radical                  | Entrepreneur de travaux publics à Montdidier, maire de Montdidier (1925-1944)                               |
| 1931                                     | 1940             | Pierre Cottrelle                                                        | Rad.ind.                 | Boucher à Montdidier                                                                                        |
| 1934                                     | 1940             | Charles Doublet                                                         | RG-Rad.ind.              | Percepteur en retraite à Montdidier Révoqué par le Gouvernement de Vichy                                    |
| 1940                                     |                  |                                                                         |                          | Les conseils d'arrondissement ont été suspendus par la loi du 12 octobre 1940 et n'ont jamais été réactivés |
| Les données manquantes sont à compléter. |                  |                                                                         |                          | |

## Composition
Le canton de Montdidier regroupait 34 communes et comptait 12 447 habitants (recensement de 2010 sans doubles comptes).
| Communes                  | Population (2012) | Code postal | Code Insee |
| ------------------------- | ----------------- | ----------- | ---------- |
| Andechy                   | 265               | 80700       | 80023      |
| Assainvillers             | 144               | 80500       | 80032      |
| Ayencourt                 | 173               | 80500       | 80049      |
| Becquigny                 | 104               | 80500       | 80074      |
| Bouillancourt-la-Bataille | 135               | 80500       | 80121      |
| Boussicourt               | 78                | 80500       | 80125      |
| Bus-la-Mésière            | 145               | 80700       | 80152      |
| Cantigny                  | 108               | 80500       | 80170      |
| Le Cardonnois             | 99                | 80500       | 80174      |
| Courtemanche              | 96                | 80500       | 80220      |
| Davenescourt              | 507               | 80500       | 80236      |
| Erches                    | 169               | 80500       | 80278      |
| Ételfay                   | 391               | 80500       | 80293      |
| Faverolles                | 155               | 80500       | 80302      |
| Fescamps                  | 145               | 80500       | 80306      |
| Fignières                 | 142               | 80500       | 80311      |
| Fontaine-sous-Montdidier  | 121               | 80500       | 80326      |
| Gratibus                  | 169               | 80500       | 80386      |
| Grivillers                | 65                | 80700       | 80391      |
| Guerbigny                 | 263               | 80500       | 80395      |
| Hargicourt                | 403               | 80500       | 80419      |
| Laboissière-en-Santerre   | 145               | 80500       | 80453      |
| Lignières                 | 143               | 80500       | 80478      |
| Malpart                   | 66                | 80250       | 80504      |
| Marestmontiers            | 104               | 80500       | 80511      |
| Marquivillers             | 155               | 80700       | 80517      |
| Mesnil-Saint-Georges      | 178               | 80500       | 80541      |
| Montdidier                | 6 119             | 80500       | 80561      |
| Piennes-Onvillers         | 352               | 80500       | 80623      |
| Remaugies                 | 119               | 80500       | 80667      |
| Rollot                    | 768               | 80500       | 80678      |
| Rubescourt                | 141               | 80500       | 80687      |
| Villers-Tournelle         | 161               | 80500       | 80805      |
| Warsy                     | 119               | 80500       | 80822      |

## Démographie
| 1962   | 1968   | 1975   | 1982   | 1990   | 1999   | 2010   |
| ------ | ------ | ------ | ------ | ------ | ------ | ------ |
| 10 304 | 11 215 | 11 051 | 11 043 | 11 414 | 11 969 | 12 447 |